# A Lien
A Lien é um filme de drama em curta-metragem estadunidense de 2023 escrito e dirigido por David Cutler-Kreutz e Sam Cutler-Kreutz. O filme teve sua estreia mundial no Flickerfest em 23 de janeiro de 2023, no Best Of International Shorts 3 – 2023.
Em 23 de janeiro de 2025, foi indicado ao prêmio de melhor curta-metragem em live action no 97º Oscar.

## Enredo
O filme mostra um jovem casal enfrentando e lidando com um perigoso processo de imigração.

## Elenco
- William Martinez
- Victoria Ratermanis
- Koralyn Rivera

## Lançamento
O filme teve sua estreia mundial no 32º Flickerfest em 23 de janeiro de 2023, no Best Of International Shorts 3 – 2023.
O filme foi exibido no 30º Festival de Cinema de Austin em 29 de outubro de 2023, no Programa de Curtas 5: Instintos de Sobrevivência.

## Prêmios e indicações
| Premiação            | Data de cerimônia     | Categoria                            | Recipiente(s)                          | Resultado | Ref.        |
| -------------------- | --------------------- | ------------------------------------ | -------------------------------------- | --------- | ----------- |
| Austin Film Festival | 2 de novembro de 2023 | Melhor narrativa curta               | A Lien                                 | Indicado  | [ 6 ]       |
| Oscar                | 2 de março de 2025    | Melhor curta-metragem em live action | David Cutler-Kreutz, Sam Cutler-Kreutz | Pendente  | [ 2 ] [ 7 ] |